# NGC 583
NGC 583 é uma galáxia lenticular (SB0) localizada na direcção da constelação de Cetus. Possui uma declinação de -18° 20' 22" e uma ascensão recta de 1 horas, 29 minutos e 44,1 segundos.
A galáxia NGC 583 foi descoberta em 1886 por Frank Leavenworth.